# Nathan Juran
Nathan Juran, nascido Naftuli Hertz Juran (Gura Humorului, Áustria-Hungria, 1 de setembro de 1907 — Palos Verdes, Califórnia, 23 de outubro de 2002) foi um diretor de cinema e TV criado nos Estados Unidos, país onde fez carreira.

## Carreira
Arquiteto que entrou para o mundo do cinema em 1937, Juran começou como diretor de arte e roteirista. Passou a dirigir somente em 1952, quando fez O Castelo do Pavor (The Black Castle), especializando-se em fantasia, ação e western. O melhor de seus primeiros filmes foi A Ronda da Vingança (Tumbleweed, 1953), estrelado por Audie Murphy, porém seus trabalhos mais memoráveis foram aqueles feitos com Ray Harryhausen, mestre dos efeitos especiais e criador do Dynamation, uma técnica de animação quadro a quadro. Dessa associação resultaram filmes como A Vinte Milhões de Milhas da Terra (Twenty Million Miles to Earth, 1957),  Simbad e a Princesa (The Seventh Voyage of Sinbad, 1958), Jack, O Matador de Gigantes (Jack, the Giant Killer, 1961) e Os Primeiros Homens na Lua (First Men in the Moon, 1964).
Juran foi agraciado com o Oscar de Direção de Arte por Como Era Verde o Meu Vale (How Green Was My Valley', 1941), de John Ford. Na televisão, dirigiu episódios das séries O Túnel do Tempo (The Time Tunnel), Perdidos no Espaço (Lost in Space), Terra de Gigantes (Land of the Giants) e Daniel Boone (Daniel Boone), entre muitas outras. Faleceu de causas naturais.

## Filmografia
Todos os títulos em português referem-se a exibições no Brasil.
- 1952 O Castelo do Pavor (The Black Castle)
- 1953 A Morte Tem Seu Preço (Gunsmoke)
- 1953 Duelo de Morte (Law and Order)
- 1953 A Espada de Damasco (The Golden Blade)
- 1953 A Ronda da Vingança (Tumbleweed)
- 1954 Consciência Culpada (Highway Dragnet)
- 1954 Tambores da Morte (Drums Across the River)
- 1955 A Cilada (The Crooked Web)
- 1957 Fúria de uma Região Perdida (The Deadly Mantis)
- 1957 Conflitos do Destino (Hellcats of the Navy)
- 1957 A Vinte Milhões de Milhas da Terra (Twenty Million Miles to Earth)
- 1958 Simbad e a Princesa (The Seventh Voyage of Sinbad)
- 1958 A Mulher de 15 Metros (Attack of the 50 Foot Woman); como Nathan Hertz
- 1959 A Dois Passos da Forca (Good Day for a Hanging)
- 1960 Flight of the Lost Balloon
- 1961 Jack, O Matador de Gigantes (Jack the Giant Killer)
- 1963 A Lenda da Espada Mágica (Siege of the Saxons)
- 1964 Revolta no Sudão (East of Sudan)
- 1964 Os Primeiros Homens na Lua (First Men in the Moon)
- 1969 A Luta Pela Terra (Land Raiders)
- 1973 The Boy Who Cried Werewolf